# Seminarium (zajęcia)
Seminarium (łac. seminarium „szkółka roślin”) – metoda nauczania oparta na czynnym uczestnictwie uczniów, którzy samodzielnie opracowują część zagadnień poruszanych na seminarium i następnie przedstawiają swoje opracowania w postaci prezentacji, referatu czy też w jeszcze inny sposób, jak również biorą aktywny udział w dyskusji nad danym zagadnieniem, wykazując się posiadaną wiedzą. 
Seminarium jest jedną z podstawowych metod nauczania w szkolnictwie wyższym, podobnie jak konwersatorium, przy czym w porównaniu z konwersatorium udział aktywności własnej studenta jest większy. Przeciwnie do wykładu, seminarium jest uważane za dość trudną metodę nauczania, zarówno dla prowadzącego zajęcia, jak i dla studentów. Jest to metoda przewidziana raczej dla najbardziej zaawansowanych studentów, prowadzona zazwyczaj na ostatnich latach studiów, wymagająca od studentów posiadania już wcześniej pewnej wiedzy w zakresie zagadnień poruszanych na seminarium (inaczej nie byliby w stanie aktywnie uczestniczyć w dyskusjach, ani napisać referatu), dobrze utrwalonej. Seminarium przeciwnie do biernego wysłuchiwania wiedzy na wykładzie, pozwala nie tylko na zapoznanie się z nową wiedzą, ale utrwalenie już posiadanej, nauczenie się umiejętności argumentowania w dyskusji, uzasadniania własnego stanowiska itd. Najczęściej forma zajęć w postaci seminarium służy do przygotowania prac dyplomowych oraz magisterskich, w jakich niewielka grupa studentów spotyka się ze swoim promotorem i dyskutuje nad konkretnymi problemami badawczymi, konkretnymi zagadnieniami teoretycznymi i wybranymi, już opublikowanymi pracami badawczymi.

## Seminarium w innych krajach

### Seminarium w krajach anglojęzycznych
W krajach anglojęzycznych seminarium (ang. seminar) to forma spotkań na wyższej uczelni lub w profesjonalnych lub komercyjnych organizacjach. Jest z reguły poświęcone wybranemu tematowi lub klasie tematów i ma na celu zebranie niewielkiej grupy aktywnych uczestników na regularnych spotkaniach. W przeciwieństwie do seminarium w Polsce, nie ma charakteru obowiązkowego i może zmieniać się zarówno osoba prowadząca (ang. seminar leader), jak i uczestnicy; często seminarium jest prowadzone przez gości spoza organizacji, w której się odbywa. Seminarium koncentruje się na temacie, a nie na konkretnym odbiorcy, tak więc na uczelniach uczestnikami bywają zarówno studenci wszystkich stopni, jak i pracownicy uczelni. Na seminarium najczęściej prezentuje się rezultaty badań lub prac i uprawia się konstruktywny dialog na ich temat. Na ogół zakłada się, że każdy uczestnik będzie aktywny, seminarium nie jest więc przeznaczone dla tych, którzy mają małą wiedzę o poruszanym temacie. Na uniwersytetach w USA, seminaria na ogół nie są dostępne dla studentów pierwszego stopnia, natomiast w Wielkiej Brytanii i Australii seminaria są często otwarte dla wszystkich chętnych studentów, którzy czują się przygotowani. Głębszy sens seminariów polega na szerokim zaznajomieniu uczestników (a często również prowadzącego) z metodologią wybranych dziedzin i pozwolenie na interakcję z przykładami praktycznych wyzwań, które występują podczas pracy twórczej i badawczej. Na seminariach dyskutuje się też o wcześniej zapowiedzianych materiałach, zadaje się pytania i przeprowadza się krótkie debaty. Można powiedzieć, że są to spotkania nieformalne w porównaniu do uczelnianych wykładów.